# Acaudina punctata
Acaudina punctata is een zeekomkommer uit de familie Caudinidae.
De wetenschappelijke naam van de soort werd in 1887 gepubliceerd door Carel Philip Sluiter.